# Patrick Schelling
Patrick Schelling (Hemberg, 1º maggio 1990) è un ex ciclista su strada svizzero, attivo tra gli Elite UCI dal 2010 al 2020.

## Palmarès

### Strada
- 2011 (Price-Custom Bikes, due vittorie)

Martigny-Mauvoisin
Chur-Arosa
- 2012 (Price-Custom Bikes, una vittoria)

GP Ägerisee
- 2016 (Team Vorarlberg, tre vittorie)

4ª tappa Tour du Loir-et-Cher (Angé > Angé)
Classifica generale Tour du Loir-et-Cher
Chur-Arosa
- 2017 (Team Vorarlberg, una vittoria)

4ª tappa Okolo Jižních Čech (Třeboň > Kaplice)
- 2018 (Team Vorarlberg, quattro vittorie)

3ª tappa Tour de Savoie Mont-Blanc (Orelle, cronometro)
4ª tappa Tour de Savoie Mont-Blanc (Chambéry > Les Belleville)
Prologo Tour de Hongrie (Siófok, cronometro)
3ª tappa Okolo Jižních Čech (Český Krumlov > Monte Kleť, cronometro)

## Piazzamenti

### Classiche monumento
- Liegi-Bastogne-Liegi

2015: ritirato
2020: 122º
- Giro di Lombardia

2014: ritirato

### Competizioni mondiali
- Campionati del mondo su strada

Innsbruck 2018 - Cronosquadre: 14º
Innsbruck 2018 - In linea Elite: ritirato

### Competizioni europee
- Campionati europei

Verbania 2008 - In linea Junior: 23º
- Giochi europei

Baku 2015 - In linea Elite: 20º